# Tsarabaria
Tsarabaria is een plaats en commune in het noorden van Madagaskar, behorend tot het district Vohemar, dat gelegen is in de regio Sofia. Tijdens een volkstelling in 2001 telde de plaats 19.537 inwoners.
De plaats biedt naast lager onderwijs ook middelbaar onderwijs aan. Er wordt mijnbouw op industriële schaal bedreven. 99 % van de bevolking werkt als landbouwer en 0,1 % verdient zijn brood als visser. De belangrijkste landbouwproducten zijn koffie en vanille; andere belangrijke producten zijn bonen en rijst. Verder is 0,9% actief in de dienstensector.